# Martícoras
En la mitología persa, el Martícoras es uno de los animales maravillosos al que se representa con alas, cuerpo de león, pies de caballo y cabeza de hombre adornada con una tiara.
Este animal era emblema del valor, de la sabiduría y de la ubicuidad. Se le encuentra representado en las murallas de Persépolis.